# Gangneung-Stadion
Das Gangneung-Stadion (durch Sponsoringvertrag offiziell Gangneung High1 Arena) ist ein Fußballstadion mit Leichtathletikanlage in der südkoreanischen Stadt Gangneung, Provinz Gangwon-do. Hyundai Horangi nutzte das Stadion von 1987 bis 1989. Von 2009 bis 2017, sowie seit 2020 nutzt das Franchise Gangwon FC die Anlage für seine Heimspiele. Gangneung Citizen FC nutzt seit 2003 das Stadion ebenfalls als Heimspielstätte. Der Verein spielt aktuell in der K3 League, der dritthöchsten Spielklasse Südkoreas.
Seit Juni 2025 trägt es den Sponsorennamen Gangneung High1 Arena, nach dem örtlichen Ski-Resort High1.